# HumuS (maison d'édition)
HumuS est une maison d'édition, créée en décembre 1988 à Lausanne. Elle abrite aussi une galerie ainsi qu'une librairie fondée en 2010.

## Éditions Humus
La maison d'édition HumuS a été fondée en 1988 à Lausanne. Elle publie des livres érotiques et humoristiques, ainsi que des monographies d'artistes et des catalogues d'expositions.
HumuS a publié une centaine de titres en 25 ans d'existence.
Pour chaque exposition paraît la Gazette HumuS qui contient les nouvelles du moment, l'affiche de l'exposition et « des propos décousus mais brodés à la main » (recueillis dans le livre Et avec ça ?! paru en 2011).

### Collections
- L'indiscrète[5], un temps en co-édition avec les éditions Bernard Dumerchez
- Éros singuliers
- Ex-libris érotiques
- Contes érotiques
- Éros-oser
- Humeur d'humour

## Nouvelles Éditions Humus
À la suite du décès en 2020 de Michel Froidevaux, fondateur des Éditions HumuS, ces dernières changent de propriétaire et deviennent les Nouvelles Éditions Humus du nom de la SNC éponyme .  

## Librairie HumuS

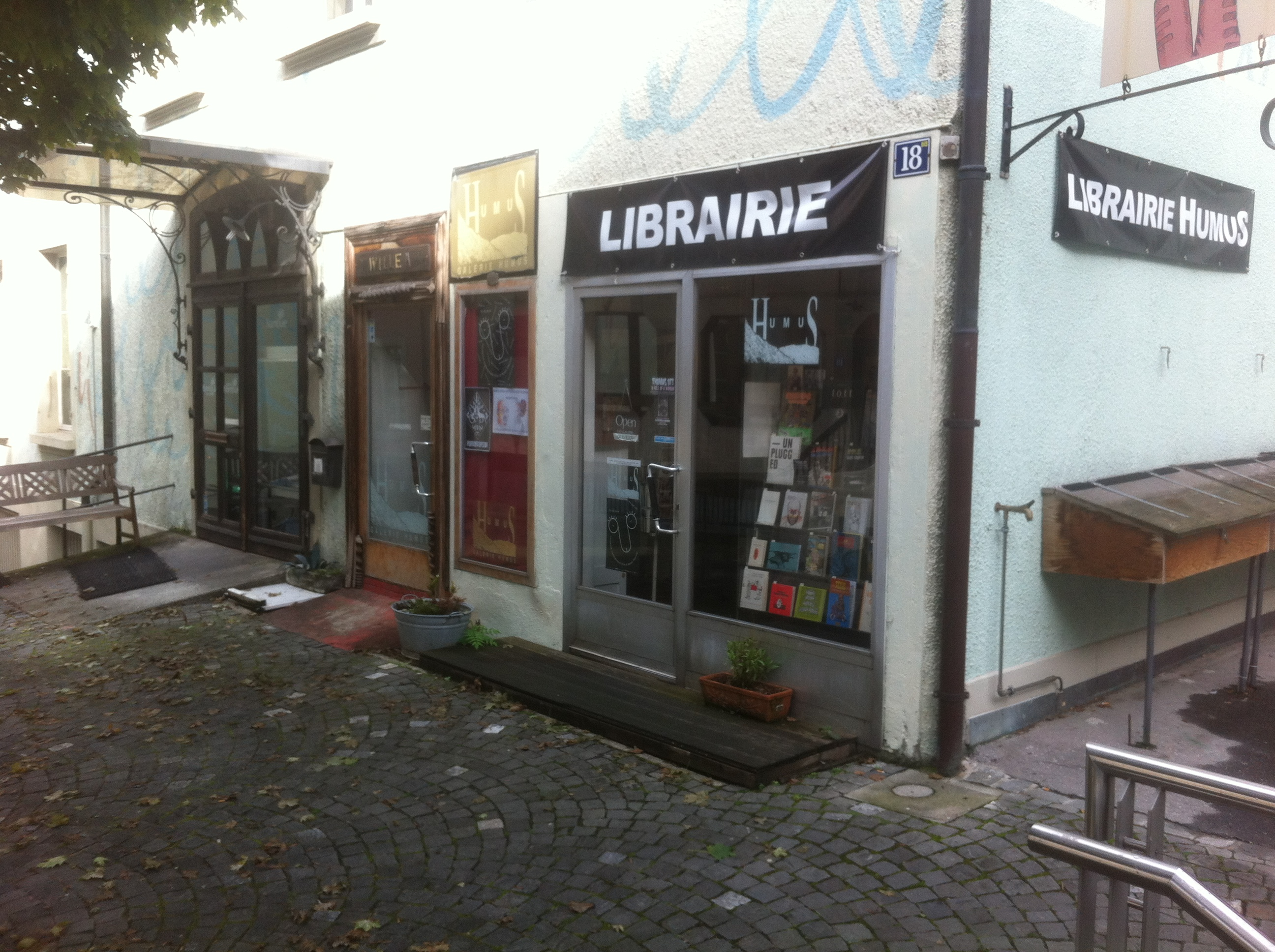
Entrée de la librairie.

La librairie a été créée le 8 décembre 2010. Elle comprend une vaste collections de livres neufs, anciens ou épuisés, sur l'érotisme, le Japon, l'humour, ainsi que divers objets et curiosités.
Une section est consacrée aux œuvres du mouvement Panique de Roland Topor, parrain de la galerie HumuS.
HumuS organise aussi des rencontres-signatures, des lectures et des conférences.

## Galerie HumuS

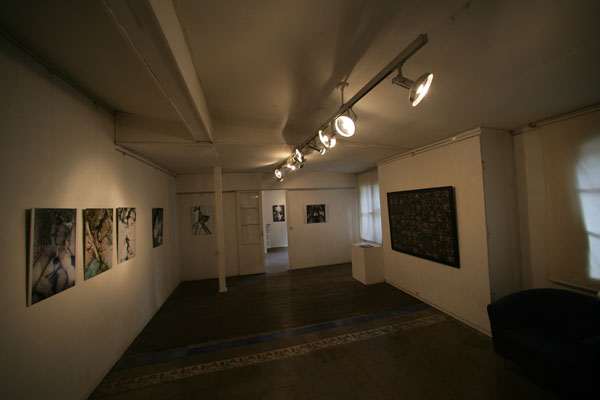
Salle de la galerie HumuS.

Inaugurée en même temps que la maison d'édition, la galerie HumuS comporte plusieurs salles, sur plus de 200 m2. Elle a accueilli, entre expositions personnelles et collectives, quelque deux cents artistes, dont plusieurs membres du Groupe Panique (Roland Topor, Olivier O. Olivier, Christian Zeimert), HR Giger, Albertine, Martial Leiter, Hanspeter Kamm, Dode Lambert, Serge Cantero, Irène Dacunha, Jean Fontaine, Pierre Gisling, Robert Indermaur, Gisèle Ansorge, Willem…

« La Galerie Humus, à Lausanne, prolonge le livre en exposant objets et œuvres d’art. Cette brocante d’alcôve exhibe des jeux interactifs pour fêtes foraines des temps jadis, comme ce système de bascule projetant un moine lubrique sur une délurée, des cartes postales trouées qu’un index frétillant doit compléter, des pots-de-vin en forme d’appareils urogénitaux masculins. Et encore des sculptures d’une joyeuse obscénité comme Le Branleur de François Junod, Découverte du clitoris, de la tisserande Danièle Mussard, un bas-relief intégrant un bouton de sonnette qui fait joyeusement « dring », ou La première leçon d’amour, de Denis Guelpa, une manivelle emmanchée d’un manche… ».

### Expositions
Choix d’expositions ayant eu lieu à HumuS.
- Roland Topor - Roland Topor 21 octobre - 3 décembre 1988[11],[4]
- Albertine - Albertine 10 septembre - 7 novembre 2009[12]
- dessins -  Martial Leiter 23 avril - 29 mai 2010[13]
- Cantero - Serge Cantero 16 septembre - 23 octobre 2011[14]
- sculptures - Jean Fontaine 27 septembre 2013 - 16 février 2014[15],[16]
- Willem - Willem (auteur) 12 avril - 28 juin 2014[17],[18]
- A Hell Out Of A Woman - Thomas Ott 10 octobre - 9 novembre 2014[19]

## Collaborations et prix
HumuS a collaboré avec plusieurs organismes, associations et artistes.
- En 2014 et 2015[20], HumuS a participé au festival « La fête du slip » en tant que galerie et scène pour un spectacle érotique[21],[22].
- HumuS a participé au festival « BD-FIL » 2014 en présentant deux artistes dans ses locaux[23].
- Le LUFF et HumuS collaborent également ensemble chaque année. En 2014, HumuS a tenu deux expositions du LUFF en ses locaux[24],[25],[26].
- Le Salon du livre et de la presse de Genève a invité trois années consécutives HumuS à tenir un stand[27],[28],[29],[30].
- En 2015, Philippe Brenot, directeur des enseignements de sexologie et sexualité humaine à l’université Paris-Descartes, tient une conférence sur la masturbation en collaboration avec la fondation F.I.N.A.L.E.[31].

Des ouvrages parus aux éditions HumuS ont aussi reçus des prix.
- Guerres de Martial Leiter  (ISBN 978-2940127504) reçoit le grand prix de l'humour noir Grandville en 2010[32].
- Trois ouvrages parus chez HumuS dans la collection « Éros singuliers » ont été sélectionnés par le jury du prix Sade Document 2012[33].
- En 2017, c'est Martin van Maele (ou Le Diable se cache dans les détails) (Humus), catalogue raisonné établi par Luc Binet, qui est nommé pour le prix Sade 2017[34].

## Presse
- « Trois d'un coup! » - Patrick Morier-Genoud pour L'Hebdo 13.11.2013
- « Wir sind kein Sexshop » (de) - Andrea Kucera pour Neue Zürcher Zeitung 29.10.2012
- « L'AMOUR - FOUET ou le monde masochien : Cécile Guilbert, Alain Robbe-Grillet, Harry Kumel » - François Angelier pour France Culture (minute 114, de Christophe Bier) 16.11.2013